# Geurt Gijssen
Geurt Gijssen (Germania, 15 agosto 1934) è uno scacchista olandese, arbitro internazionale dal 1979 e presidente del Rules and Tournament Regulations Committee della FIDE.

## Biografia
Gijssen è nato in Germania, dove il padre lavorava per una società di lavorazione del tabacco e dove ha vissuto fino alla fine della seconda guerra mondiale. Dopo la guerra la famiglia ritornò in Olanda. Dal 1952 vive a Nimega, dove ha svolto la professione di insegnante di matematica di liceo fino al 1983.

## Arbitro
Dal 1980 Gijssen ha arbitrato molti tornei importanti, tra cui diverse edizioni delle Olimpiadi degli scacchi (Elista 1998, Istanbul 2000, Bled 2002, Torino 2006) e diversi Campionati del Mondo:
- Garry Kasparov - Anatoly Karpov, 1987
- Campionato del mondo di scacchi 1990, 1990
- Anatoly Karpov - Gata Kamsky, 1996
- Anatoly Karpov - Anand Viswanathan, 1998
- FIDE World Championship Tournament, 1999
- Vladimir Kramnik - Vesselin Topalov, 2006

Dall'aprile 1998 tiene la rubrica mensile An Arbiter's Notebook sul sito Chesscafe.com ed occasionalmente scrive sulla rivista New In Chess.